# Istvàn Kaszap
István Kaszap, né à Székesfehérvár en Hongrie le 25 mars 1916 et mort le 17 décembre 1935, est un scout et séminariste hongrois, déclaré vénérable le 16 décembre 2006.

## Biographie
Élève dans une école dirigée par des prêtres, il rejoint les scouts et devient chef de patrouille. Après le lycée, et à la suite d'une retraite, il rejoint les jésuites à Budapest, en juillet 1934, afin de devenir prêtre.
Grandement affaibli par une maladie progressant rapidement et lui causant de grandes douleurs, il persévère dans sa vocation, avant de mourir le 17 décembre 1935, à l'âge de 19 ans.
Sa cause de canonisation est initiée en 1942 et, le 16 décembre 2006, le pape Benoît XVI le déclare « vénérable ».

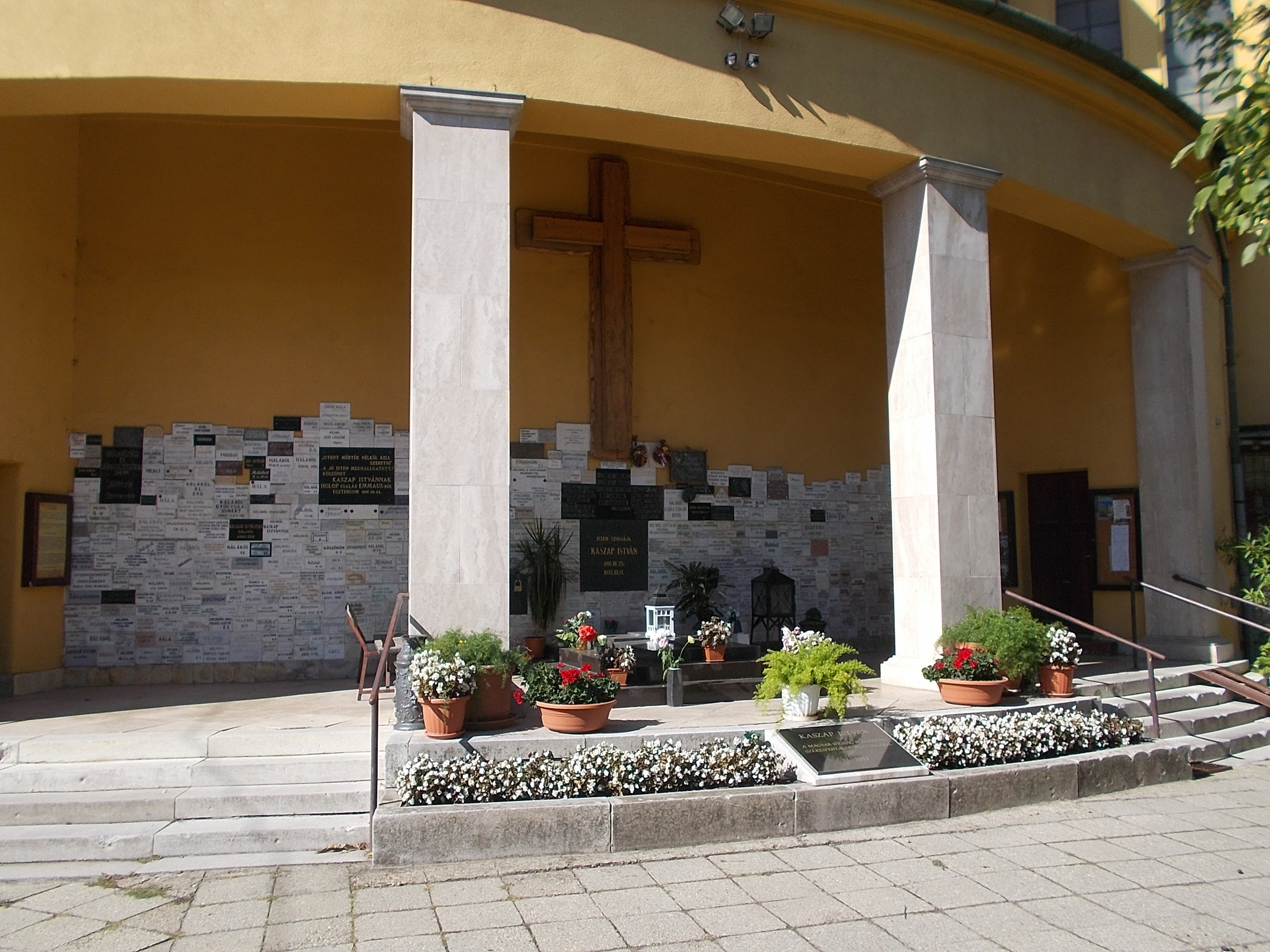
Tombe d'István Kaszap.